# The Sun And The Moon (album)
 (février 2023).
Si vous disposez d'ouvrages ou d'articles de référence ou si vous connaissez des sites web de qualité traitant du thème abordé ici, merci de compléter l'article en donnant les références utiles à sa vérifiabilité et en les liant à la section « Notes et références ».
The Sun And The Moon est le second album du groupe The Bravery, sorti en juin 2007.

## Liste des chansons
Les douze pistes de cet album sont :
1. "Intro" - 0:29
2. "Believe" - 3.46
3. "This Is Not The End" - 3.59
4. "Every Word Is A Knife In My Ear" - 3.36
5. "Bad Sun" - 4.02
6. "Time Won't Let Me Go" - 4.11
7. "Tragedy Bound" - 2.22
8. "Fistful Of Sand" - 3.10
9. "Angelina" - 3.12
10. "Split Me Wide Open" - 3.39
11. "Above And Below" - 3.20
12. "The Ocean" - 3.41

À noter que Time Won't Let Me Go et Above And Below ont été utilisés pour la bande-son du film Never Back Down (2008).